# Manometria przełyku
Manometria przełyku – wysokospecjalistyczne badanie diagnostyczne, stosowane w gastroenterologii, polegające na wprowadzeniu przez nos do żołądka wielokanałowego cewnika, który umożliwia pomiar ciśnienia (napięcia) na wysokości górnego i dolnego zwieracza przełyku oraz w obrębie mięśniówki przełyku.
Napięcie w obrębie zwieraczy mierzy się w trakcie powolnego wycofywania cewnika, natomiast w obrębie przełyku – w trakcie połykanie małych porcji wody.
Badanie jest wykorzystywane w diagnostyce dysfagii, zaburzeń motoryki przełyku i pozasercowego bólu w klatce piersiowej.